# Europa Universalis
Pour les articles homonymes, voir Europa.
Europa Universalis est un jeu vidéo de grande stratégie développé par Paradox Development Studio et sorti en 2000. Il est inspiré d'un jeu de plateau éponyme créé par Philippe Thibaut distribué par AWE (Azure Wish Edition) en 1993.

## Système de jeu
Europa Universalis est un jeu de grande stratégie qui retrace l’histoire des nations européennes entre la découverte de l'Amérique en 1492 et la Révolution française de 1792. Le joueur incarne le leader d’une nation, dont le choix dépend du scénario sélectionné, dont il gère la politique en matière d’exploration, de commerce, de religion, de diplomatie et de recherche technologique. Le jeu se déroule sur une carte du monde découpé en plus de 600 régions. Chaque région possède un nom et est caractérisé par son climat, sa géographie, son économie et parfois par sa démographie. Les régions du monde qui ne sont pas encore découvertes à l’époque couverte par le jeu sont identifiées comme des terres inconnues, que le joueur peut explorer afin de découvrir de nouvelles nations, des territoires à coloniser ou des nouvelles routes maritimes. Ces expéditions peuvent être mise à mal par divers évènements, comme les tempêtes ou le manque de préparation. De même, la colonisation peut se heurter à la résistance des indigènes et peut donc nécessiter d’envoyer des troupes pour sécuriser la colonie. Le développement d’une colonie est assuré par l’envoi de familles de colons, par bateau ou en chariot, afin de faire croître sa population. Il est également possible d’intégrer les populations indigènes à la colonie, en les convertissant à la religion d’état. Chaque nation possède en effet une religion qui lui confère des avantages spécifiques et qui influe fortement sur la diplomatie. En matière de diplomatie, le jeu offre de nombreuses options permettant d’améliorer ou de dégrader les relations entre deux nations, de nouer des alliances ou de préparer des guerres. Ces relations diplomatiques passent notamment par les échanges diplomatiques avec les autres nations, mais aussi par le commerce ou les mariages royaux. Outre l’exploration, le commerce, la religion et la diplomatie, le joueur peut également orienter la politique de son pays en matière de développement technologique en favorisant par exemple la construction navale, la politique intérieure, les infrastructures ou les techniques commerciales.
Les créateurs du jeu, inspiré du jeu de plateau du même nom, ont souhaité simuler avec le plus grand réalisme l'époque moderne. Les principaux événements, chefs militaires, explorateurs et monarques de la période apparaissent durant le jeu. Le tout se joue en temps réel : le temps peut être arrêté pour effectuer diverses opérations de gestion, accéléré ou ralenti selon le choix du joueur. La carte est divisée en approximativement 1500 provinces terrestres et maritimes, une représentation sommaire du monde qu'ont découvert les Européens entre le XVe et le XVIIIe siècle.
Des scénarios traitant de périodes plus courtes et mettant en scène d'autres nations y sont aussi proposées. Le monarque du joueur lui impose périodiquement des objectifs divers (découvrir telle région, conquérir telle province, contracter une alliance avec telle autre puissance etc.) qui rapportent des points de victoire en cas de succès. De même, l'agrandissement du royaume par la conquête ou la création de comptoirs ou colonies, l'avancement technologique, les centres florissant de commerce rapportent des points de victoire; le pays comptant le plus de ces points de victoire le  31 décembre 1792 remporte la partie.

## Accueil
| Europa Universalis    |      |       |
| Média                 | Pays | Notes |
| Computer Gaming World | US   | 3.5/5 |
| GameSpot              | US   | 84 %  |
| Gamekult              | FR   | 5/10  |
| IGN                   | US   | 90 %  |
| Jeuxvideo.com         | FR   | 12/20 |
| Gen4                  | FR   | 9/20  |
| Joystick              | FR   | 84 %  |
| PC Jeux               | FR   | 80 %  |
| Compilations de notes |      |       |
| Metacritic            | US   | 86 %  |
| GameRankings          | US   | 79 %  |

## Versions
- Europa Universalis rencontre un certain succès commercial, surtout en Europe.
- Grâce à l'accueil favorable de la presse spécialisée et du public, une nouvelle version (Europa Universalis II) a rapidement été éditée, allongeant la période simulée aux années 1419 à 1820. Selon les commentaires laissés sur le forum de la compagnie par Johan Andersson, programmeur en chef chez Paradox Interactive, la seconde itération, sortie une année seulement après la première, ne s'est pas aussi bien vendue que sa prédécesseure.
- En janvier 2007, Europa Universalis III voit le jour et couvre la période de 1453 à 1793. Entre août 2007 et décembre 2009, trois extensions éditées pour le troisième opus de la série ont peaufiné et altéré grandement les mécanismes du jeu en plus de repousser les limites temporelles à 1399-1820.
- Europa Universalis : Rome reprenant le concept de la franchise Europa Universalis, mais dans le contexte géopolitique antique (280 à 17 av. J.-C.) vit le jour. Une extension (Vae Victis) fut mise en marché via les services de distribution en ligne l'année suivante. La compilation Europa Universalis: Rome Gold, suivi sur les tablettes en novembre 2008.
- Depuis le 10 novembre 2009, For the Glory: A Europa Universalis Game est disponible sur certains services de distribution vidéoludiques en ligne. Mis sur pied et complété par des admirateurs de Europa Universalis II, le nouveau jeu introduit de nombreuses modifications inspirées des produits Paradox édités entre 2001 et 2009.
- Le 13 août 2013, c'est au tour du quatrième opus de la série de sortir. Modifiant grandement les mécanismes du jeu, notamment la recherche et le commerce, Europa Universalis IV fut très bien reçu par la critique et les joueurs, atteignant même la note de 91/100 sur le site de référence PC GAMER. Le jeu bénéficie en outre du Steam Workshop, permettant aux joueurs de proposer leurs propres améliorations du jeu (qui est entièrement modifiable) et ce sur tous les aspects.